# 唐鏡
『唐鏡』（からかがみ）は、中国の通史を編年的に語る説話。
『本朝書籍目録』仮名部によると藤原茂範が著者である。現存するものは6巻であるが、もとは10巻だったようである。成立については、文応弘長年間という説（増田欣）や弘安から永仁2年までの間とする説（平沢五郎）があり、はっきりしない。冒頭部分などは、先行の大鏡や水鏡などの鏡物の形式を踏まえており、中国の歴史が和文で語られているところに特徴がある。なお、公卿の日記にその書名が散見され、宮中を中心に広く読まれていたことがわかる。